# Männer-Turn-Verein von 1881 Ingolstadt 1978-1979
Questa voce raccoglie le informazioni riguardanti il Männer-Turn-Verein von 1881 Ingolstadt nelle competizioni ufficiali della stagione 1978-1979.

## Stagione
Nella stagione 1978-1979 il MTV Ingolstadt, allenato da Helmut Richert, concluse il campionato di 2. Bundesliga al 11º posto.

## Rosa
| N. |                     | Ruolo | Calciatore         |
| -- | ------------------- | ----- | ------------------ |
|    | Germania (bandiera) | P     | Jürgen Bucher      |
|    | Germania (bandiera) | P     | Siegfried Hofweber |
|    | Germania (bandiera) | D     | Hans Borchert      |
|    | Germania (bandiera) | D     | Richard Mamajewski |
|    | Germania (bandiera) | D     | Gerd Rauscher      |
|    | Germania (bandiera) | D     | Vesely Schenk      |
|    | Germania (bandiera) | D     | Edi Stöhr          |
|    | Germania (bandiera) | C     | Josef Germann      |
|    | Germania (bandiera) | C     | Hans Krostina      |

| N. |                     | Ruolo | Calciatore       |
| -- | ------------------- | ----- | ---------------- |
|    | Germania (bandiera) | C     | Karl Obermeier   |
|    | Germania (bandiera) | C     | Jürgen Püschl    |
|    | Germania (bandiera) | C     | Wolfgang Wunder  |
|    | Germania (bandiera) | A     | Walter Anspann   |
|    | Germania (bandiera) | A     | Hans Spiegl      |
|    | Germania (bandiera) | A     | Richard Stöckle  |
|    | Germania (bandiera) | A     | Bernd Weiß       |
|    | Germania (bandiera) | A     | Georg Weißberger |

## Organigramma societario
Area tecnica
- Allenatore: Helmut Richert
- Allenatore in seconda:
- Preparatore dei portieri:
- Preparatori atletici:

## Calciomercato

### Sessione estiva
| Acquisti | Acquisti      | Acquisti      | Acquisti |
| R.       | Nome          | da            | Modalità |
| -------- | ------------- | ------------- | -------- |
| C        | Hans Krostina | Bayern Hof    |          |
| D        | Vesely Schenk | Bayern Monaco |          |

| Cessioni | Cessioni   | Cessioni       | Cessioni |
| R.       | Nome       | a              | Modalità |
| -------- | ---------- | -------------- | -------- |
| C        | Horst Pohl | ESV Ingolstadt |          |

### Sessione invernale
| Acquisti | Acquisti | Acquisti | Acquisti |
| R.       | Nome     | da       | Modalità |
| -------- | -------- | -------- | -------- |

| Cessioni | Cessioni | Cessioni | Cessioni |
| R.       | Nome     | a        | Modalità |
| -------- | -------- | -------- | -------- |

## Risultati

### 2. Bundesliga

#### Girone di andata
| Arbitro: | Ulm |

|                        |           |           |
| Schenk 35’ (rig.), 78’ | Marcatori | 56’ Michl |

| Arbitro: | Walther |

|                                              |           |  |
| Brand 10’ Sommerer 80’ Hansen 83’ Breuer 85’ | Marcatori |  |

| Arbitro: | Gaus |

|                           |           |            |
| Weißberger 49’ Schenk 82’ | Marcatori | 42’ Nickel |

| Arbitro: | Fleischer |

|             |           |                      |
| Beichle 43’ | Marcatori | 48’ Stöhr 70’ Schenk |

| Arbitro: | Bodmer |

|                  |           |  |
| Schenk 2’ (rig.) | Marcatori |  |

| Arbitro: | Schumann |

|                                              |           |                      |
| Metzler 52’ Bente 53’ (rig.), 55’ Bührer 84’ | Marcatori | 47’ (aut.) Steinwarz |

| Arbitro: | Schmoock |

|                                              |           |                   |
| Schaffrath 67’ (aut.) Germann 73’ Schenk 88’ | Marcatori | 6’, 40’ Schleiter |

| Arbitro: | Röder |

|                                                |           |             |
| Klein 23’ Rübenach 79’ Pfaff 84’ Killmaier 90’ | Marcatori | 33’ Stöckle |

| Arbitro: | Correll |

|                                           |           |  |
| Krostina 50’ Obermeier 73’ Mamajewski 80’ | Marcatori |  |

| Arbitro: | Gschwender |

|                                                 |           |  |
| Nachreiner 6’ Haunstein 8’, 83’ Gerber 60’, 85’ | Marcatori |  |

| Arbitro: | Kühne |

|                                                    |           |             |
| Struth 19’ (rig.), 68’, 82’ Trenkel 70’ Dohmen 87’ | Marcatori | 52’ Anspann |

| Arbitro: | Jupe |

|                              |           |  |
| Weißberger 24’ Obermeier 78’ | Marcatori |  |

| Arbitro: | Brückner |

|                            |           |                          |
| Brinsa 26’ Leiendecker 82’ | Marcatori | 8’ Anspann 74’ Obermeier |

| Arbitro: | Wohlfarth |

|            |           |  |
| Schenk 75’ | Marcatori |  |

| Arbitro: | Reinstädtler |

|                                     |           |  |
| Zele 29’ Dörflinger 80’ Deinert 87’ | Marcatori |  |

| Arbitro: | Walz |

|                                 |           |          |
| Weißberger 37’, 89’ Stöckle 76’ | Marcatori | 84’ Klag |

| Arbitro: | Niebergall |

|                                         |           |             |
| Paulus 6’ Rauscher 16’ (aut.) Lasch 35’ | Marcatori | 72’ Stöckle |

| Arbitro: | Binninger |

|                                  |           |                                                 |
| Weißberger 8’, 43’ Obermeier 40’ | Marcatori | 7’ Ehrmantraut 12’ Gruler 29’ Schonert 88’ Rieß |

| Arbitro: | Filla |

|                      |           |  |
| Kirschner 76’ (rig.) | Marcatori |  |

#### Girone di ritorno
| Arbitro: | Regneri |

|                                                      |           |             |
| Unger 17’ (rig.), 55’ Heck 42’ Müller 44’ Künkel 47’ | Marcatori | 51’ Stöckle |

| Arbitro: | Walther |

|  |           |                                    |
|  | Marcatori | 43’ (rig.), 72’ Größler 60’ Breuer |

| Arbitro: | Therre |

|                               |           |  |
| Hein 21’ Sebert 22’ Böhni 86’ | Marcatori |  |

| Arbitro: | Fleischer |

|                        |           |          |
| Anspann 37’ Wunder 84’ | Marcatori | 44’ Jörg |

| Arbitro: | Kühne |

|                       |           |  |
| Wiesenthal 75’ (rig.) | Marcatori |  |

| Arbitro: | Clajus |

|                                                                              |           |          |
| Anspann 15’, 73’ Krostina 26’ (rig.) Weißberger 54’, 77’, 80’ Mamajewski 81’ | Marcatori | 9’ Marek |

| Arbitro: | Könen |

|                                                    |           |  |
| Bordt 22’ Oleknavicius 38’ Kromm 41’ Schwemmle 87’ | Marcatori |  |

| Arbitro: | Tritschler |

|                                   |           |  |
| Stöhr 9’, 25’ Krostina 79’ (rig.) | Marcatori |  |

| Arbitro: | Clajus |

|                                 |           |                       |
| Conrad 38’ Keller 64’ Kobel 73’ | Marcatori | 27’ Stöhr 61’ Anspann |

| Ingolstadt 31 marzo 1979 29ª giornata | MTV Ingolstadt | 0 – 0 referto | Monaco 1860 | MTV-Stadion (9 500 spett.)\| Arbitro: \| Drescher \| |
| Arbitro:                              | Drescher       |               |             |                                                      |

| Arbitro: | Wohlfarth |

|                                                       |           |                      |
| Weißberger 42’ Obermeier 66’ Stöckle 80’ Krostina 88’ | Marcatori | 48’ Krauth 59’ Höfer |

| Arbitro: | Kuhn |

|                             |           |             |
| Borngräber 22’ Kielwein 50’ | Marcatori | 79’ Anspann |

| Arbitro: | Binninger |

|                     |           |                 |
| Krostina 44’ (rig.) | Marcatori | 55’ Leiendecker |

| Arbitro: | Theobald |

|                                                                                |           |             |
| Heselschwerdt 8’ Stichler 79’ (rig.), 88’ Allgöwer 85’ Gerstenlauer 90’ (rig.) | Marcatori | 44’ Anspann |

| Arbitro: | Jupe |

|                                                            |           |                         |
| Stöckle 49’, 80’ Faß 70’ (aut.) Anspann 75’ Weißberger 78’ | Marcatori | 32’ Zele 34’ Dörflinger |

| Arbitro: | Sahner |

|               |           |           |
| Klag 32’, 58’ | Marcatori | 11’ Stöhr |

| Arbitro: | Ulm |

|                                         |           |               |
| Weißberger 19’, 86’ Krostina 48’ (rig.) | Marcatori | 13’, 27’ Walz |

| Arbitro: | Hellwig |

|  |           |                            |
|  | Marcatori | 60’ Stöckle 76’ Mamajewski |

| Arbitro: | Gschwender |

|                     |           |                                   |
| Krostina 67’ (rig.) | Marcatori | 24’, 47’, 59’ Kirschner 86’ Bulut |

## Statistiche

### Statistiche di squadra
| Competizione  | Punti | In casa | In casa | In casa | In casa | In casa | In casa | In trasferta | In trasferta | In trasferta | In trasferta | In trasferta | In trasferta | Totale | Totale | Totale | Totale | Totale | Totale | DR  |
| Competizione  | Punti | G       | V       | N       | P       | Gf      | Gs      | G            | V            | N            | P            | Gf           | Gs           | G      | V      | N      | P      | Gf     | Gs     | DR  |
| ------------- | ----- | ------- | ------- | ------- | ------- | ------- | ------- | ------------ | ------------ | ------------ | ------------ | ------------ | ------------ | ------ | ------ | ------ | ------ | ------ | ------ | --- |
| 2. Bundesliga | 35    | 19      | 14      | 2       | 3       | 46      | 25      | 19           | 2            | 1            | 16           | 16           | 57           | 38     | 16     | 3      | 19     | 62     | 82     | -20 |
| Totale        | 35    | 19      | 14      | 2       | 3       | 46      | 25      | 19           | 2            | 1            | 16           | 16           | 57           | 38     | 16     | 3      | 19     | 62     | 82     | -20 |

### Andamento in campionato
| Giornata  | 1 | 2  | 3 | 4 | 5 | 6 | 7 | 8 | 9 | 10 | 11 | 12 | 13 | 14 | 15 | 16 | 17 | 18 | 19 | 20 | 21 | 22 | 23 | 24 | 25 | 26 | 27 | 28 | 29 | 30 | 31 | 32 | 33 | 34 | 35 | 36 | 37 | 38 |
| --------- | - | -- | - | - | - | - | - | - | - | -- | -- | -- | -- | -- | -- | -- | -- | -- | -- | -- | -- | -- | -- | -- | -- | -- | -- | -- | -- | -- | -- | -- | -- | -- | -- | -- | -- | -- |
| Luogo     | C | T  | C | T | C | T | C | T | C | T  | T  | C  | T  | C  | T  | C  | T  | C  | T  | T  | C  | T  | C  | T  | C  | T  | C  | T  | C  | C  | T  | C  | T  | C  | T  | C  | T  | C  |
| Risultato | V | P  | V | V | V | P | V | P | V | P  | P  | V  | N  | V  | P  | V  | P  | P  | P  | P  | P  | P  | V  | P  | V  | P  | V  | P  | N  | V  | P  | N  | P  | V  | P  | V  | V  | P  |
| Posizione | 5 | 14 | 8 | 5 | 3 | 6 | 5 | 7 | 5 | 7  | 9  | 7  | 9  | 8  | 8  | 8  | 9  | 10 | 10 | 12 | 12 | 13 | 12 | 13 | 13 | 13 | 10 | 13 | 13 | 10 | 12 | 12 | 13 | 12 | 12 | 11 | 10 | 11 |

Legenda:

Luogo: C = Casa; T = Trasferta. Risultato: V = Vittoria; N = Pareggio; P = Sconfitta.

### Statistiche dei giocatori
| W. Anspann    | 38 | 9  | 10 | 0 |
| H. Borchert   | 36 | 0  | 7  | 0 |
| J. Bucher     | 35 | 0  | 2  | 0 |
| J. Germann    | 14 | 1  | 2  | 0 |
| S. Hofweber   | 3  | 0  | 0  | 0 |
| H. Krostina   | 37 | 7  | 3  | 0 |
| R. Mamajewski | 37 | 3  | 4  | 0 |
| K. Obermeier  | 30 | 5  | 2  | 0 |
| J. Püschl     | 23 | 0  | 0  | 0 |
| G. Rauscher   | 25 | 0  | 3  | 0 |
| V. Schenk     | 31 | 7  | 5  | 1 |
| H. Spiegl     | 2  | 0  | 0  | 0 |
| R. Stöckle    | 36 | 8  | 2  | 0 |
| E. Stöhr      | 36 | 5  | 3  | 0 |
| B. Weiß       | 16 | 0  | 0  | 0 |
| G. Weißberger | 36 | 13 | 1  | 0 |
| W. Wunder     | 32 | 1  | 5  | 0 |